# Шерпень (Молдова)
Шерпень (рум. Șerpeni) — село в Аненій-Нойському районі Молдови. Утворює окрему комуну.

## Населення
За даними перепису населення 2004 року у селі проживали 3585 осіб.
Національний склад населення села:
| Національність       | Кількість осіб | Відсоток   |
| -------------------- | -------------- | ---------- |
| молдавани румуни     | 3544 6         | 98,9% 0,2% |
| українці             | 14             | 0,4%       |
| росіяни              | 10             | 0,3%       |
| гагаузи              | 8              | 0,2%       |
| болгари              | 2              | 0,1%       |
| інша / без відповіді | 1              | < 0,1%     |
| Всього               | 3585           | 100%       |